# Edelsitz Hohenkemnath

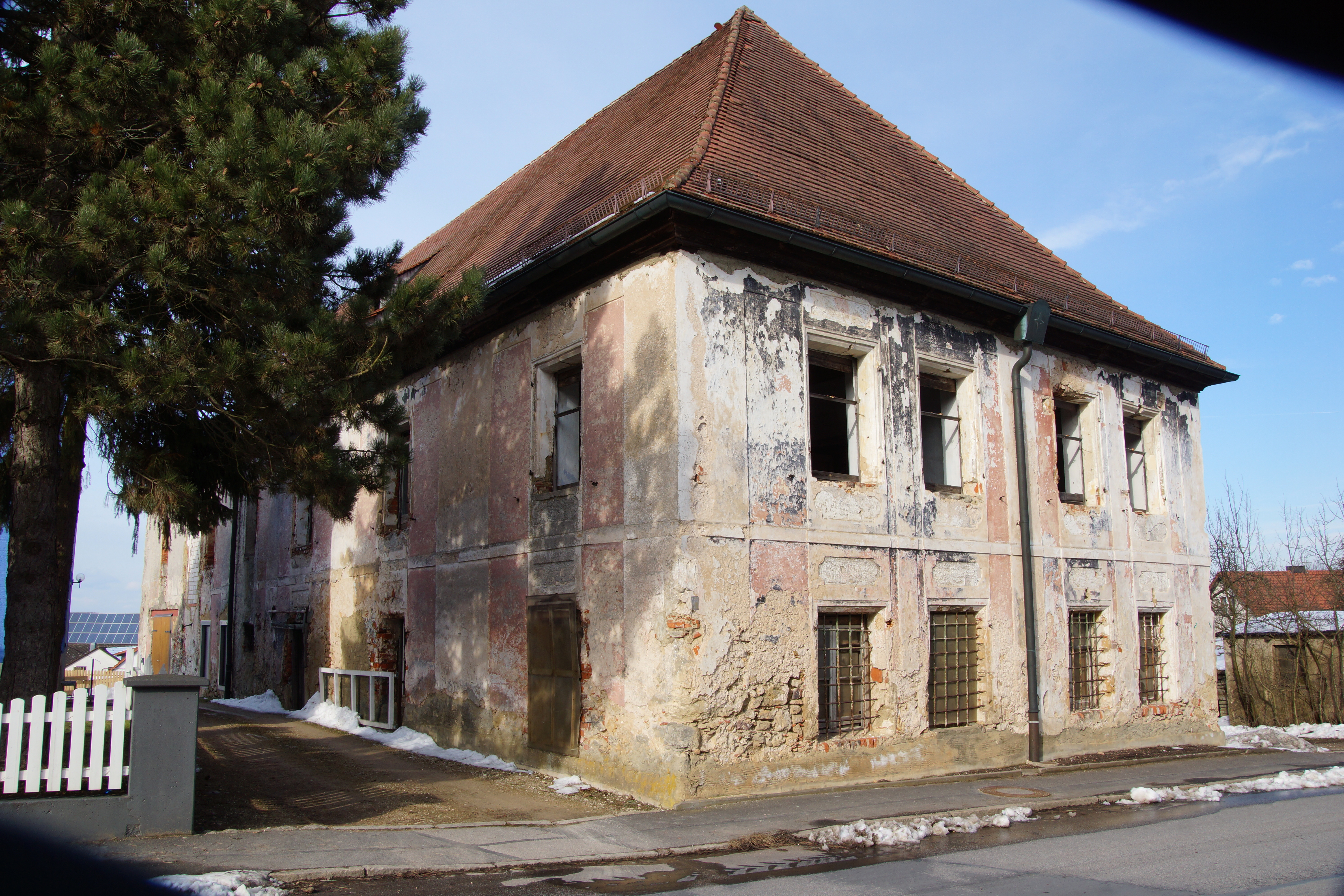
Schloss Hohenkemnath (2015)

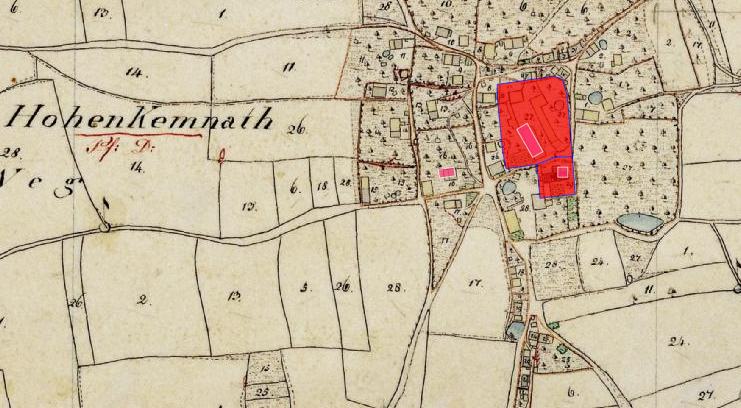
Lageplan von Edelsitz Hohenkemnath auf dem Urkataster von Bayern

Der Edelsitz Hohenkemnath, auch Schloss Hohenkemnath genannt, befindet sich in Hohenkemnath, heute einem Gemeindeteil der oberpfälzer Gemeinde Ursensollen im Landkreis Amberg-Sulzbach von Bayern. Er ist unter der Aktennummer D-3-71-154-23 als Baudenkmal verzeichnet. „Archäologische Befunde im Bereich des Schlosses Hohenkemnath, zuvor mittelalterliche Burg“ werden zudem als Bodendenkmal unter der Aktennummer D-3-6636-0046 geführt.

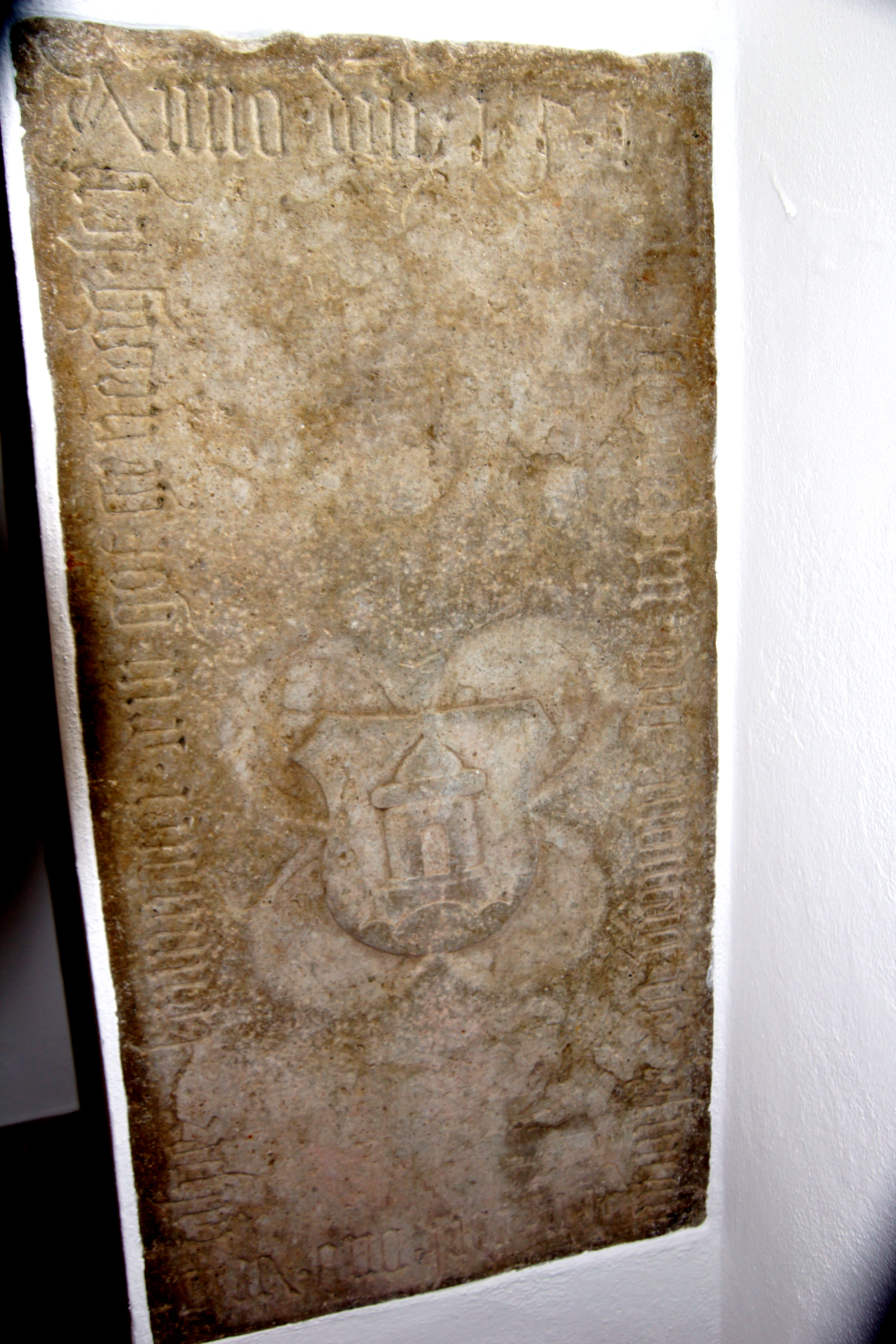
Wappen der Kemnather in der Pfarrkirche Maria Himmelfahrt von Hohenkemnath

## Geschichte
Der Ort Hohenkemnath ist mit dem Geschlecht der Kemnather verbunden. 1267 wird ein Stephan von Kemnath in Lutzmannstein, Hohenkemnath und Rosenberg genannt. Die Kemnather stellten eine Anzahl höherer Beamter, so war ein Heinrich Kemnather Ende des 14. Jahrhunderts Landrichter in Sulzbach, Philipp Kemnather war Burghuter zu Obersdorf. Der letzte der Kemnather zu Hohenkemnath war nach den Landsassenmatrikeln 1530 ein Wolf Philipp Kemnath, aber zwischen 1570 und 1589 wird wiederum ein Philipp von Kemnath zu Zant genannt, der auch in Hohenkemnath gesessen haben soll. Die Kemnather sind hier bis 1652, also bis nach dem Ende des Dreißigjährigen Krieges, nachzuweisen. Zwei Grabsteine der Familie findet man im Turm der Hohenkemnather Pfarrkirche Maria Himmelfahrt.
Nach den Kemnathern  kam das Landsassengut ab 1652 bis 1735 an die Herren von Hallerstein. Auch von diesen befinden sich zwei Epitaphe in der Hohemkemnather Pfarrkirche. Hans Andreas Haller von Hallerstein hat das Gut aus der Gant erworben. Der letzte dieser Familie in Hohenkemnath war Johann Jakob Haller von Hallerstein, 1735 folgte seine Witwe Sibilla von Hauzenberger. 1752 erbten Hohenkemnath die Töchter Wilhelms von Loefens, Theresia Floriana und Sibilla, welche 1760 die Hofmark an den churfürstlichen Kanzler Christian Florian von Frank verkauften. Ab 1767 war dessen Sohn Joseph Max Freiherr von Frank, Hofkammerrat und Kämmerer, im Besitz der Hofmark. Auf ihn folgte sein Sohn Wilhelm Freiherr vom Frank auf Hohenkemnath und Zant. Nach dessen Tod († 1846) heiratete seine Witwe den Leutnant Konstatin Freiherrn von Podewils, der Miteigentümer wurde. 1808 wurde die Landsassenfreiheit von Hohenkemnath durch den Bayerischen Staat aufgehoben. In der Folge wurden die zu dem Landsassengut gehörenden Besitzungen sukzessive verkauft und auch die Besitzer wechselten sehr häufig; der letzte Besitzer des Schlossgebäudes war ein Konrad Edenharder († 25. August 1980).

## Baulichkeit
Das Schloss ist ein zweigeschossiger Massivbau mit Walmdach und einer Putzgliederung, das um 1600 erbaut wurde. Im 18. Jahrhundert wurde der Bau erweitert. Im Erdgeschoss sind die Fenster mit starken Gittern gesichert. Seit längerem ist das Gebäude stark heruntergekommen und dringend sanierungsbedürftig.